# Урсула Андресс
Урсула Андресс (англ. Ursula Andress; нар. 19 березня 1936, Остермундіген, Швейцарія) — швейцарська акторка і секс-символ 1960-х. Найбільш відома за роллю дівчини Джеймса Бонда в першому фільмі про Джеймса Бонда «Доктор Ноу» (1962), за який отримала Золотий глобус. Пізніше вона знялася в ролі Веспер Лінд у Бонд-пародії «Казино Рояль» (1967).

## Біографія
Урсула Андресс народилася 19 березня 1936 в швейцарській столиці Берн. Її батько був німцем, а мати — наполовину швейцаркою, наполовину італійкою. У протестантській родині Андресс народилося шестеро дітей. Рольф Андресс працював у посольстві простим чиновником, але за чутками був агентом Німеччини. Під час Другої світової війни з політичних міркувань його вислали зі Швейцарії, після чого він безслідно зник.
Закінчивши школу, Урсула деякий час вчилася танцям в Парижі, а потім закохалася в італійського актора і втекла з ним до Риму, де і розпочала свою кар'єру, працюючи фотомоделлю в одному з агентств. Саме на подіумі її помітив режисер Стефано Ванціна, захопившись її зовнішніми даними. Так в 1954 році Андресс потрапила на престижну студію «Cinecittà» і зіграла першу невелику роль у фільмі «Американець в Римі». Її партнерами були відомі актори Карло Делле Пьяне і Альберто Сорді, а серед сценаристів був майбутній знаменитий режисер Лючіо Фульчі.
Рік потому Андресс знялася у П'єро Кости в картині «Ланцюг ворожнечі» і співпрацювала з Ванціною в «Пригодах Джакомо Казанови», де знову працював над сценарієм Фульчі, а оператором став геній спецефектів Маріо Бава. Правда, жоден з метрів не розгледів таланту юної акторки, тому Андресс отримувала лише епізодичні ролі.
На щастя, незабаром Андресс зустрілася з Марлоном Брандо. Відомий актор зацікавився нею всерйоз, дав пораду спробувати себе в Голлівуді і допоміг отримати через лондонську кіностудію контракт з компанією Columbia Pictures. Але в Америці Андресс познайомилася з Джоном Дереком, голівудським актором-початківцем, який не став великим актором, але став режисером. Андресс сильно закохалася в старшого на 10 років актора і перестала займатися своєю кар'єрою. Вони одружилися в 1957 році, після чого вона розірвала контракт з Columbia Pictures, так і не знявшись в жодному фільмі.
Проте у 1961 році англійський режисер Теренс Янг запропонував практично нікому не відомій Андресс зіграти Гані Райдер, одну з головних ролей в «Докторі Ноу», першому фільмі про Джеймса Бонда. Успіх фільму був величезним, а Урсула Андресс і Шон Коннері здобули всесвітню популярність. За сцену появи з моря в білому бікіні Андресс стали називати секс-символом 60-х і британською Афродітою, а сам епізод понині викликає увагу голлівудських акторок. Через акцент Андресс, проте, Ганну Райдер озвучувала Ніккі Ван Дер Зиль, а співала у фільмі Даяна Коупленд. У 1964 році за фільм «Доктор Ноу» Урсулі Андресс вручили «Золотий глобус» — як найкращій акторці-дебютантці.
У 1962 році Андресс знялася в епізоді «Відьма» з серіалу жахів «Триллер». У наступному році втілила Маргрет Дауфін в музичній комедії «Веселощі в Акапулько» з Елвісом Преслі. Тоді ж вийшов комедійний вестерн «Четверо з Техасу» (режисер Роберт Олдріч) з Френком Сінатрою і Чарльзом Бронсоном. Андресс дісталася у вестерні другорядна роль, але критика стверджувала, що своєю грою вона затьмарила Аніту Екберг, яка грала головну героїню.
У 1963 році Андресс сфотографувалася для журналу «Playboy» повністю оголеною. Таку кількість сторінок «Playboy» не присвячував жодній моделі.
У 1965 році вона знімалася в семи фільмах одразу, причому режисером двох картин — трилера «Кошмар на сонці» і «Один раз перед смертю» — був Джон Дерек, її чоловік. Ще один помітний фільм — комедія «Що нового, кішечко?», в якому вона знімалася з Вуді Алленом, Ромі Шнайдер, Пітер О'Тул і Пітером Селлерсом. За твердженнями шанувальників акторки, саме в ролі Ріти її краса сягнула піку. Комедія отримала дуже високі оцінки і критики, і авдиторії, і номінувалася на «Оскар».
Досить цікавою вийшла роль мисливиці Керолайн Мередіт в науково-фантастичній стрічці «Десята жертва» (1965), де головну роль виконав Марчелло Мастроянні. Запам'ятався глядачам і створений акторкою образ Аїші, безсмертної королеви загубленого царства стародавнього племені в пригодницькому фільмі «Вона» (1965).
В кінці 1965 року, на зйомках комедії француза Філіпа де Брока «Пригоди китайця в Китаї», у Андресс стався роман з головним актором фільму — молодим Жаном-Полем Бельмондо. З чуток, приводом для роману було наступаюче розлучення з Дереком. Розлучення відбувся в 1966-му, і сім років після цього акторка зустрічалася з Бельмондо.
У 1967 році Андресс зіграла у фільмі «Казино Рояль» — знаменитій пародії на «бондіану». Фільм знімали відразу п'ятеро режисерів, акторський склад був зірковим: Пітер Селлерс, Вуді Аллен, Орсон Веллс, Девід Нівен. У тому ж році ця комедія удостоїлася премії Golden Laurel.
З кінця 1960-х Андресс стала отримувати пропозиції роботи від європейських режисерів, а в 70-х переїхала в Італію. У 1969 році вона зіграла в пригодницькому фільмі про Жюля Верна «Південна зірка» (режисери Орсон Веллс і Сідні Хеєрс). У 1970 році на екрани вийшла кримінальна комедія «Відмінна п'ятниця», на жаль, досі не видана на DVD. Рік потому з'явився японський вестерн Теренса Янга, «Червоне сонце», де Урсула Андресс знімалася з Аленом Делоном і Чарльз Бронсон.
1970-ті стали найбільш плідним періодом творчості акторки: вона зіграла в багатьох італійських трилерах, комедіях і пригодницьких фільмах — «Останній шанс» (1973), «Африка експрес» і «Чуттєва медсестра» (1975 рік), «Сафарі експрес», «Роздягніться без сорому», «Пригоди Скарамуш» (1976 рік). Але найвідоміші італійські картини за участю Андресс — «Подвійний злочин» Стефано Ванціни і «Гора канібальського бога» Серджіо Мартіно (1978 рік). У фільмі Мартіно 42-річна Андресс востаннє знялася оголеною.
У 1978 році Андресс познайомилася з актором Гаррі Гемлін. Попри різницю в 15 років, стосунки тривали чотири роки. У 1980 році Урсула народила сина Дмитра. В 1982 вона різко обірвала відносини без пояснень журналістам.
У 1981 році Андресс знялася з Гаррі Гемлін і Лоуренсом Олів'є у «Битві титанів» (режисер Десмонд Девіс) — розкішному фільмі, поставленому за мотивами грецьких міфів. Гемлін зіграв Персея, а 44-річна Андресс — богиню кохання Афродіту.
Останній крупний проєкт з Урсулою Андресс в головній ролі — перша частина радянської дилогії Сергія Бондарчука «Червоні дзвони. Мексика у вогні», що вийшов на екрани в 1982 році.
У 1983 році Андресс оселилася в Римі. Вона більше не одружувалась, хоча, крім Дерека, Бельмондо і Гемлін, їй приписують безліч романів із знаменитостями. Вона працювала на знімальних майданчиках, але вже більшою мірою в телепостановках і серіалах. Один з її останніх фільмів — комедія 2005 року «Die Vogelpredigt» швейцарського режисера Клеменса Клопфенштайна. Вона виконала головну роль, картину дуже високо оцінила глядацька аудиторія.
Сьогодні Урсула Андресс практично не знімається і вкрай несхвально відгукується про сучасний кінематограф — на її думку, головну роль в голлівудських фільмах грають тепер комп'ютерні ефекти, і на мистецтво це абсолютно несхоже.

## Фільмографія

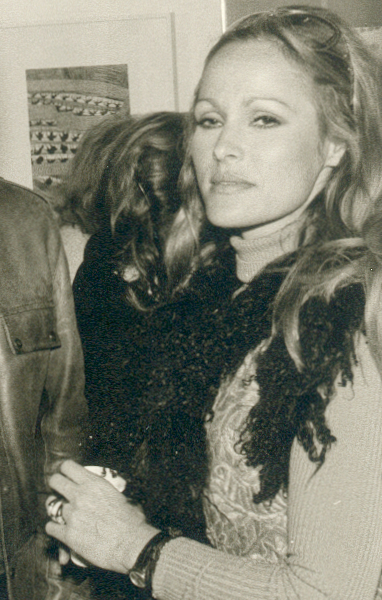
Урсула Андресс, 1971 рік

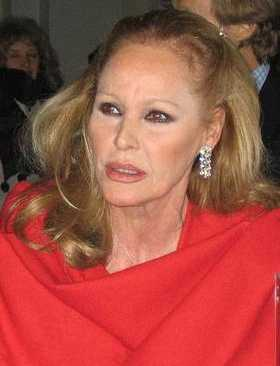
Урсула у 2004

- 1954: Американець у Римі / Un americano a Roma — Астрід Сьостром, акторка
- 1955: Ланцюг ворожнечі / La catena dell'odio
- 1955: Пригоди Джакомо Казанови / Le avventure di Giacomo Casanova
- 1962: Доктор Ноу / Dr. No — Гані Райдер
- 1963: Веселощі в Акапулько / Fun in Acapulco — Маргрет Дауфін
- 1963: Четверо з Техасу / 4 for Texas — Максін Ріхтер
- 1965: Один раз перед смертю / Once Before I Die — Алекс
- 1965: Кошмар на сонці / Nightmare in the Sun — дружина
- 1965: Вона / She — Аїша
- 1965: Що нового, кішечка? / What's New Pussycat? — Ріта
- 1965: Пригоди китайця в Китаї / Les Tribulations d'un chinois en Chine — Александрін Пінардел
- 1965: Десята жертва / La Decima Vittima — Керолайн Мередіт
- 1966: Блакитний Макс / The Blue Max — графиня Каті фон Клюґерман
- 1967: Казино Рояль / Casino Royale — Веспер Лінд / агент 007
- 1968: Солодкі дами / Le dolci signore — Норма
- 1969: Південна зірка / The Southern Star — Еріка Крамер
- 1970: Відмінна п'ятниця / Perfect Friday — Брітт
- 1971: Червоне сонце / Red Sun — Крістіна
- 1972: Five Against Capricorn
- 1973: Останній шанс / L'ultima chance — Мішель Молтон
- 1974: Colpo in canna — Нора Грін
- 1975: Чуттєва медсестра / L'Infermiera — Анна
- 1975: Африка експрес / Africa Express — Мадлен Купер
- 1975: Пригоди Скарамуш / Le avventure e gli amori di Scaramouche — Жозефіна де Богарне
- 1976: Сафарі експрес / Safari Express — Міріам
- 1976: Роздягніться без сорому / Spogliamoci così, senza pudor
- 1978: Гора канібальського бога / La montagna del dio cannibale — Сьюзен Стівенсон
- 1978: Подвійний злочин / Doppio delitto — принцеса Дель'Орсо
- 1979: The Fifth Musketeer — Луїза де ла Вальер
- 1979: Дикі ліжка — Коляски та вдови
- 1981: Битва титанів / Clash of the Titans — Афродіта
- 1982: Червоні дзвони. Мексика у вогні / Insurgent Mexico and Red Bells
- 1983: Manimal (телесеріал) — Карен
- 1985: Liberté, égalité, choucroute — Марія-Антуанетта
- 1986: Peter the Great (телесеріал)
- 1987-88: Falcon Crest (телесеріал)
- 1988: Klassäzämekunft
- 1989: Man Against the Mob: The Chinatown Murders (телефільм)
- 1989: Il Professore — Diva (телебачення)
- 1993: Fantaghirò 3 (телесеріал)
- 1994: Fantaghirò 4 (телесеріал)
- 1996: Alles gelogen
- 1997: Cremaster 5
- 2005: Vogelpredigt, Die